# Usain Bolt Sports Complex
Der Usain Bolt Sports Complex ist ein nach dem jamaikanischen Leichtathleten Usain Bolt benannter Sportkomplex am Cave-Hill-Campus der University of the West Indies auf Barbados. Der in Meeresnähe befindliche Komplex verfügt über ein FIFA-zertifiziertes Kunstrasenfeld (Klasse 2) sowie eine Flutlichtanlage, die laut FIFA-Richtlinien der Klasse 3 (für nationale und nicht im Fernsehen übertragene Spiele) entspricht. Darüber hinaus gibt es eine von der IAAF zertifizierte Leichtathletikanlage, biomechanische Labore, Schulungsräume sowie zwei Fitnesscenter.

## Geschichte
Bereits Owen Arthur, barbadischer Premierminister von 1994 bis 2008, sicherte dem Vizekanzler (vice-chancellor) der University of the West Indies und Historiker Hilary Beckles die Finanzierung des Sportkomplexes durch die barbadische Regierung zu. Nach einigen Jahren der Planung und Vorbereitung begann in den 2010er Jahren die eigentliche Bauphase. Diese wurde in drei Bauabschnitten durchgeführt. In der ersten Bauphase wurden das Fußballfeld und die in weiterer Folge nach dem Barbadier Ryan Brathwaite benannte Laufbahn (Ryan Brathwaite Track) errichtet. Die Leichtathletikanlage verfügt über zwei 100-Meter-Bahnen, zwei mit Sand ausgerichtete Abschnitte für Kugelstoßen und zwei für Weitsprung und Dreisprung ausgerichtete Abschnitte mit Sandgruben. Die zweite Bauphase sah den Bau der östlichen Tribüne, die nach dem Barbadier Obadele Thompson benannt wurde (Obadele Thompson Stand), vor. Diese weist neben 550 Sitzplätzen auch noch Toilettenanlagen, die Umkleidekabinen für die Gastmannschaften (aufgeteilt in Herren- und Damenumkleidekabinen) sowie diverse weitere Räume wie zum Beispiel Lagerräume auf. Als dritten Bauabschnitt nahm man die gegenüberliegende westliche Tribüne, die nach dem Grenader Kirani James benannt wurde (Kirani James Stand), in Angriff. Diese verfügt über 400 Sitzplätze und beherbergt die Fitnessräumlichkeiten sowie ein sogenanntes High Performance Center und das Sport-Department der University of the West Indies.
Im Jahre 2015 wurde der Sportkomplex eröffnet, wobei Usain Bolt persönlich zur Eröffnungszeremonie angekündigt wurde. Von der einheimischen Bevölkerung wurde die Namensgebung des Sportkomplexes zum Teil heftig kritisiert, da die Anlage nach einem jamaikanischen Sportler und nicht nach einem barbadischen Sportler benannt wurde. Rektor Beckles verteidigte die Namensgebung allerdings und meinte, dass diese die Leistungen der Barbadier nicht ausgrenze, sondern nur deshalb getroffen wurde, um alle Menschen der West Indies zu feiern. Weiters fügte er hinzu, dass die Universität nicht ausschließlich barbadisch sei, sondern für die gesamten Westindischen Inseln stehe, und eine Debatte über Barbadier, Jamaikaner oder Trinidader gar nicht erst begonnen werden sollte.
Das erste Fußballländerspiel fand hier am 10. Mai 2015 gegen St. Kitts und Nevis statt; das freundschaftliche Länderspiel endete in einer 1:3-Niederlage der Hausherren. Am 14. Juni 2015 fand hier das Zweitrundenqualifikationsrückspiel zur WM 2018 zwischen Barbados und Aruba statt; das Spiel endete in einem 1:0-Sieg von Barbados, wurde aber nachträglich strafverifiziert. Wegen des Einsatzes des gelbgesperrten Hadan Holligan durch Barbados wertete die CONCACAF das Rückspiel daraufhin mit 3:0 für Aruba. Im Rahmen der Qualifikation zur Karibikmeisterschaft 2017 fand hier unter anderem am 24. März 2016 das Länderspiel zwischen Barbados und Curaçao statt. Das bisher (Stand: Januar 2018) letzte Länderspiel einer Herrenfußballnationalmannschaft wurde am 27. März 2017 in einer freundschaftlichen Begegnung zwischen Barbados und Martinique ausgetragen und endete mit einem 2:1-Erfolg der barbadischen Herren.
Neben Vereins- und Nationalmannschaften treten hier auch Schulmannschaften in Erscheinung. Natürlich dient es vor allem als Sportstätte der UWI Blackbirds, der Sportabteilung der University of the West Indies, und als Heimstätte des UWI Blackbirds FC, der Herrenfußballmannschaft der Universität, die ihren Spielbetrieb in der Barbados Premier League hat und in dieser im Spieljahr 2016 erstmals barbadischer Fußballmeister wurde.